# Mémorial Guido Zamperioli
Le Mémorial Guido Zamperioli est une course cycliste italienne disputée autour de Ponton, frazione de la commune de Sant'Ambrogio di Valpolicella en Vénétie. Il rend hommage à Guido Zamperioli (1919-1984), ancienne figure du cyclisme local, qui est ensuite devenu directeur sportif au niveau amateur,. 
Durant son existence, cette épreuve fait partie du calendrier régional de la Fédération cycliste italienne, en catégorie 1.20. Elle est par conséquent réservée aux coureurs espoirs (moins de 23 ans).

## Palmarès depuis 1998
| Année | Vainqueur           | Deuxième          | Troisième         |
| ----- | ------------------- | ----------------- | ----------------- |
| 1998  | Michele Gobbi       |                   |                   |
| 1999  | Fabio Mazzer        |                   |                   |
| 2000  | Ondřej Fadrny       |                   |                   |
| 2001  | Fabiano Ferrari     |                   |                   |
| 2002  | Ivan Ravaioli       |                   |                   |
| 2003  | Nicola Scattolin    |                   |                   |
| 2004  | Daniele Colli       |                   |                   |
| 2005  | Volodymyr Dyudya    |                   |                   |
| 2006  | Daniel Oss          |                   |                   |
| 2007  | Simone Ponzi        | Luca Zanderigo    | Luca Barla        |
| 2008  | Jacopo Guarnieri    | Andrea Piechele   | Sacha Modolo      |
| 2009  | Davide Gomirato     | Filippo Fortin    | Andrea Piechele   |
| 2010  | Daniele Cavasin     | Marco Coledan     | Alberto Cecchin   |
| 2011  | Sonny Colbrelli     | Filippo Fortin    | Gianluca Leonardi |
| 2012  | Gianluca Milani     | Alberto Cecchin   | Michele Simoni    |
| 2013  | pas de course       | pas de course     | pas de course     |
| 2014  | Riccardo Bolzan     | Mirco Maestri     | Cristian Raileanu |
| 2015  | Cristian Raileanu   | Nicola Toffali    | Raffaello Bonusi  |
| 2016  | Cristian Raileanu   | Marco Maronese    | Attilio Viviani   |
| 2017  | Stefano Oldani      | Christian Scaroni | Nicolò Rocchi     |
| 2018  | Giacomo Zilio       | Davide Casarotto  | Filippo Rocchetti |
| 2019  | Francesco Di Felice | Edoardo Faresin   | Davide Casarotto  |